# アダム・サンドラー
アダム・サンドラー（Adam Richard Sandler, 1966年9月9日 - ）はアメリカ合衆国ニューヨーク州ブルックリン出身の俳優・脚本家・コメディアン・映画プロデューサーである。身長177cm。

## 来歴
1966年にブルックリン区のユダヤ系家庭に生まれる。母親は保育園の保育士で、父親は電気技師だった。5歳の時に一家はマンチェスターへ移住。地元の高校を卒業後、ニューヨーク大学へ進学して芸術コースに在籍した。
ユダヤ系アメリカ人俳優としてよく知られており、自身の映画には自分がユダヤ人である事を意識して、ユダヤ人の衣装や歌、儀式などを映画に取り入れている。10代の頃からコメディアンとしての才能を表し始めたサンドラーは、コメディクラブなどでスタンダップコメディアンとしてキャリアをスタートさせた。
1980年代に入ると、友人のすすめで『コスビー・ショー』に出演。その後もMTV製作のクイズ番組に出演したりして徐々に頭角を現していき、同じくコメディアンのデニス・ミラーから見出された彼はロサンゼルスからサタデー・ナイト・ライブへの出演につながる。最初は脚本家として雇われていたが、その後出演するようになると人気が高まっていき、同番組のレギュラーでコメディアンとしての確固たる地位を築き上げた。ちなみにレギュラーは5年間務めている。1989年に『Going Overboard』で映画デビュー。初期のころはコメディ映画のわき役として出演していたが、徐々に主役を演じるようになり現在に至る。俳優以外にもプロデューサーとして自身の映画のプロデュースにも携わり、製作会社のハッピー・マディソン・プロダクションを設立した。
日本でのヒット作は少ないが、アメリカにおいては主演したコメディ映画が軒並みヒットしており、興行収入が1億ドルを越えた作品が15本もある。また、多くのコメディアンたちと交友があり、友人たちが主演をつとめる多数のコメディ映画のプロデュース、製作総指揮を担当している。あまり賞レースに絡んでこないが、MTVムービー・アウォーズだけは何度も受賞している。ちなみに『ビッグ・ダディ』ではラジー賞の最低主演男優賞を受賞、脚本・製作も手がけた2011年の『ジャックとジル』はラジー賞初の全部門制覇をしてしまった。
ポール・トーマス・アンダーソンと組んだ『パンチドランク・ラブ』や、ドン・チードル共演の『再会の街で』などではこれまでのイメージを一新させ、静かな雰囲気の役柄をシリアスに演じた。自身が主演するコメディ映画ではアジアをネタに入れることがかなり多く、映画の中にも数多くの日本や中国を題材にしたネタが目立つ。
2017年、『マイヤーウィッツ家の人々 (改訂版)』における演技が絶賛され、「『パンチドランク・ラブ』以来の好演である」と評された。
『サタデー・ナイト・ライブ』で自作曲を披露しており、1994年に作ったコミックソング「ザ・ハヌカー・ソング」はユダヤ教の祭日であるハヌカーの歌として非常によく知られている。

## ランキング
2009年6月、経済誌『フォーブス』が2008年6月から2009年6月までの1年間で「最も稼いだ男優」のランキングを発表し、5,500万ドル（日本円で約53億9,000万円）を稼いで2位にランクインした。
2010年2月、『ヴァニティ・フェア』誌が「2009年に最も稼いだハリウッドの稼ぎ手」のランキングを発表し、3,150万ドル（日本円で約28億円3,500円）を稼いで12位にランクインした。この金額は映画のギャラだけでなく、商品のロイヤリティ収入なども含んでいる。
2010年9月、経済誌『フォーブス』が2009年からの1年間で「最も高額なギャラを獲得したハリウッドの俳優」のランキングを発表し、2,660万ドル（日本円で約22億6,100万円）を稼いで3位にランクインした。
2010年11月、経済誌『フォーブス』が「最もコストパフォーマンスの悪かった俳優」を発表し、制作会社が得た金が1ドル当たり8ドル45セント（日本円で約693円）で選ばれた。
2011年2月、『ヴァニティ・フェア』誌が「2010年にハリウッドで最も稼いだ人たち」のランキングを発表し、2010年のギャラが推定で5,000万ドル（日本円で約41億円）で7位にランクインした。
2011年8月、経済誌『フォーブス』が2010年の5月1日から2011年5月1日の1年間で「最も稼いだハリウッド俳優」のランキングを発表し、推定4,000万ドル（日本円で約32億円）を稼いで3位にランクインした。
2024年3月、『フォーブス』発表の「最も稼いだハリウッド俳優」のランキングで約7300万ドル（約107億3000万円）を稼ぎ、1位となった。

## 私生活
2003年にジャッキー・ティトンと結婚。2006年と2008年にそれぞれ娘が生まれている。
2012年2月、第46回スーパーボウルを前にして、大ファンであるニューヨーク・ジェッツへの思いを語っている

## フィルモグラフィ
※役名の太字表記は主演。

### 映画

#### 劇場公開映画
| 年   | 題名                                                                                      | 役名                                                                        | 備考                                    | 吹替                                  |
| ---- | ----------------------------------------------------------------------------------------- | --------------------------------------------------------------------------- | --------------------------------------- | ------------------------------------- |
| 1991 | 殺人ピエロ狂騒曲 Shakes the Clown                                                         | ディンク（ピエロ）                                                          |                                         |                                       |
| 1993 | コーンヘッズ Coneheads                                                                    | カーマイン・ウェイナー                                                      | 藤原啓治                                |                                       |
| 1994 | ハードロック・ハイジャック Airheads                                                       | ピップ                                                                      | 坂東尚樹                                |                                       |
| 1994 | ミックス・ナッツ/イブに逢えたら Mixed Nutts                                               | ルイ                                                                        |                                         |                                       |
| 1995 | アダム・サンドラーはビリー・マジソン一日一善 Billy Madison                                | ビリー・マジソン                                                            | 兼脚本                                  | 森川智之                              |
| 1996 | 俺は飛ばし屋/プロゴルファー・ギル Happy Gilmore                                           | ハッピー・ギルモア                                                          | 兼脚本                                  | 森川智之                              |
| 1996 | ダーティ・ボーイズ Bulletproof                                                            | モーゼス                                                                    |                                         | 森川智之                              |
| 1998 | ウェディング・シンガー The Wedding Singer                                                 | ロビー・ハート                                                              | 堀内賢雄(ソフト版) 森川智之(機内上映版) |                                       |
| 1998 | ウォーターボーイ The Waterboy                                                             | ボビー・ブーシェ                                                            | 兼脚本・製作総指揮                      | 関俊彦                                |
| 1999 | ビッグ・ダディ Big Daddy                                                                  | ソニー                                                                      | 兼脚本                                  | 森川智之                              |
| 2000 | リトル★ニッキー Little Nicky                                                              | ニッキー                                                                    | 兼脚本・製作総指揮                      | 藤原啓治                              |
| 2001 | アニマルマン The Animal                                                                   | トゥニー                                                                    | 製作総指揮                              | 藤原啓治                              |
| 2002 | パンチドランク・ラブ Punch-Drunk Love                                                     | バリー・イーガン                                                            |                                         | 森川智之                              |
| 2002 | Mr.ディーズ Mr. Deeds                                                                     | ロングフェロー・ディーズ                                                    | 兼製作総指揮                            | 森川智之(標準語版) 中川礼二(大阪弁版) |
| 2002 | エイト・クレイジー・ナイツ 〜最低男のハッピー・ハヌカ〜 Eight Crazy Nights                | デイビー・ストーン / ホワイティ・デュヴァル / エレノア・デュヴァル / ディア | 声の出演 兼製作                         |                                       |
| 2002 | ホット・チック The Hot Chick                                                              | ボンゴの男                                                                  | 兼製作総指揮 クレジット無し             | 中村俊洋                              |
| 2003 | N.Y.式ハッピー・セラピー Anger Management                                                 | デイヴ・バズニック                                                          | 兼製作総指揮                            | 森川智之                              |
| 2004 | 50回目のファースト・キス 50 First Dates                                                   | ヘンリー・ロス                                                              |                                         | 森川智之                              |
| 2004 | スパングリッシュ 太陽の国から来たママのこと Spanglish                                     | ジョン・クラスキー                                                          |                                         | 森川智之                              |
| 2005 | ロンゲスト・ヤード The Longest Yard                                                       | ポール・クルー                                                              | 兼製作総指揮                            | 森川智之                              |
| 2006 | もしも昨日が選べたら Click                                                                | マイケル・ニューマン                                                        | 兼製作                                  | 森川智之                              |
| 2007 | 再会の街で Reign Over Me                                                                  | チャーリー・ファインマン                                                    |                                         | 松本保典                              |
| 2007 | チャックとラリー おかしな偽装結婚!? I Now Pronounce You Chuck And Larry                   | チャック・レヴィン                                                          | 兼製作                                  | 山寺宏一                              |
| 2008 | エージェント・ゾーハン You Don't Mess with the Zohan                                      | ゾーハン                                                                    | 兼脚本・製作                            | 森川智之                              |
| 2009 | ベッドタイム・ストーリー Bedtime Stories                                                  | スキーター・ブロンソン                                                      | 兼製作                                  | 森川智之                              |
| 2009 | 素敵な人生の終り方 Funny People                                                           | ジョージ・シモンズ                                                          |                                         | 西垣俊作                              |
| 2010 | アダルトボーイズ青春白書 Grown Ups                                                        | レニー                                                                      | 兼脚本・製作                            | 村治学(VOD版)                         |
| 2011 | ウソツキは結婚のはじまり Just Go with It                                                  | ダニー                                                                      | 兼製作                                  | 松本保典                              |
| 2011 | Mr.ズーキーパーの婚活動物園 Zookeeper                                                     | サルのドナルド                                                              | 兼製作、声の出演 日本劇場未公開         | 佐藤晴男                              |
| 2011 | ジャックとジル Jack and Jill                                                              | ジャック／ジル                                                              | 兼製作・脚本                            | 松本保典                              |
| 2012 | 俺のムスコ That's My Boy                                                                  | ドニー                                                                      | 兼製作                                  | 松本保典                              |
| 2012 | モンスター・ホテル Hotel Transylvania                                                     | ドラキュラ                                                                  | 声の出演 兼製作                         | 山寺宏一                              |
| 2013 | アダルトボーイズ遊遊白書 Grown Ups 2                                                      | レニー                                                                      | 兼製作・脚本                            | 松本保典                              |
| 2014 | 子連れじゃダメかしら? Blended                                                             | ジム                                                                        |                                         |                                       |
| 2014 | 靴職人と魔法のミシン The Cobbler                                                          | マックス・シムキン                                                          | 森川智之                                |                                       |
| 2014 | トップ・ファイブ Top Five                                                                 | 本人                                                                        |                                         |                                       |
| 2014 | ステイ・コネクテッド つながりたい僕らの世界 MEN, WOMEN & CHILDREN                         | ドン・トルビー                                                              |                                         |                                       |
| 2015 | ピクセル Pixels                                                                           | サム・ブレナー                                                              | 兼製作・脚本                            | 柳沢慎吾                              |
| 2015 | モンスター・ホテル2 Hotel Transylvania 2                                                  | ドラキュラ                                                                  | 声の出演 兼製作・脚本                   | 山寺宏一                              |
| 2018 | モンスター・ホテル クルーズ船の恋は危険がいっぱい?! Hotel Transylvania 3: Summer Vacation | ドラキュラ                                                                  | 声の出演                                | 山寺宏一                              |

#### WEB配信映画
| 年   | 題名                                                                          | 役名                     | 配信局  | 備考                   | 吹替         |
| ---- | ----------------------------------------------------------------------------- | ------------------------ | ------- | ---------------------- | ------------ |
| 2015 | リディキュラス・シックス The Ridiculous 6                                     | トミー・ストックバーン   | Netflix | 兼脚本・製作           | 森川智之     |
| 2016 | ドゥ・オーバー: もしも生まれ変わったら The Do-Over                            | マックス・ケスラー       | Netflix | 兼製作                 | 森川智之     |
| 2017 | サンディ・ウェクスラー Sandy Wexler                                           | サンディ・ウェクスラー   | Netflix | 兼脚本・製作           | 森川智之     |
| 2017 | マイヤーウィッツ家の人々 (改訂版) The Meyerowitz Stories (New and Selected)   | ダニー・マイヤーウィッツ | Netflix |                        | 森川智之     |
| 2018 | ウィーク・オブ・ウェディング The Week Of                                      | ケニー・ルスティヒ       | Netflix | 兼脚本・製作           | 森川智之     |
| 2018 | アダム・サンドラーの100%フレッシュ Adam Sandler: 100% Fresh                   | 本人                     | Netflix | スタンドアップコメディ | (吹替版なし) |
| 2019 | マーダー・ミステリー Murder Mystery                                           | ニック・スピッツ         | Netflix | 兼製作                 | 森川智之     |
| 2020 | アンカット・ダイヤモンド Uncut Gems                                           | ハワード・ラトナー       | Netflix | 兼製作                 | 森川智之     |
| 2020 | ヒュービーのハロウィーン Hubie Halloween                                      | ヒュービー・デュボア     | Netflix | 兼製作                 | 森川智之     |
| 2022 | HUSTLE ハッスル Hustle                                                        | スタンリー・シュガーマン | Netflix | 兼製作                 | (吹替版なし) |
| 2023 | マーダー・ミステリー2 Murder Mystery 2                                        | ニック・スピッツ         | Netflix | 兼製作                 | 森川智之     |
| 2023 | バド・ミツバにはゼッタイ呼ばないから You Are So Not Invited to My Bat Mitzvah | ダニー・フリードマン     | Netflix | 兼製作                 | 森川智之     |
| 2023 | レオ Leo                                                                      | レオ                     | Netflix | 声の出演 兼製作        | 高木渉       |
| 2024 | スペースマン Spaceman                                                         | ヤクブ                   | Netflix |                        | 森川智之     |
| 2025 | 俺は飛ばし屋/プロゴルファー・ギル2 Happy Gilmore 2                            | ハッピー・ギルモア       | Netflix | 兼脚本・製作           | 森川智之     |
| 2025 | ジェイ・ケリー Jay Kelly                                                      | ケイリー・グラント       | Netflix |                        | TBA          |

## 製作他
| 公開年 | 題名                                                                     | クレジット |
| ------ | ------------------------------------------------------------------------ | ---------- |
| 1999   | デュース・ビガロウ、激安ジゴロ!? Deuce Bigalow: Male Gigolo              | 製作総指揮 |
| 2001   | アニマルマン The Animal                                                  | 製作総指揮 |
| 2002   | 変身パワーズ The Master of Disguise                                      | 製作総指揮 |
| 2003   | ディッキー・ロバーツ 俺は元子役スター Dickie Roberts: Former Child Star' | 製作       |
| 2006   | がんばれ!ベンチウォーマーズ The Benchwarmers                             | 製作       |
| 2008   | キューティ・バニー The House Bunny                                       | 製作       |
| 2009   | モール★コップ Paul Blart: Mall Cop                                       | 製作       |
| 2011   | ポルノ☆スターへの道 Bucky Larson: Born to Be a Star                      | 製作・脚本 |
| 2020   | 僕のミッシー The Wrong Missy                                             | 製作       |
| 2023   | アウト・ロー 〜ギリ義理ファミリー〜 The Out-Laws                         | 製作       |
| 2025   | オメデタ⁈ そんなトコ Kinda Pregnant                                      | 製作       |

## 日本語吹き替え
主に担当しているのは、以下の二人である。
森川智之
『アダム・サンドラーはビリー・マジソン一日一善』で初担当。デビュー初期から大半の作品で吹き替えを担当しており、アダムの専属（フィックス）として知られている。
松本保典
『再会の街で』で初担当。森川の次に多く吹き替えている。
このほかにも、山寺宏一、藤原啓治、堀内賢雄、坂東尚樹なども声を当てたことがある。